# Араповиће
Араповиће је насеље у Србији у општини Тутин у Рашком округу. Према попису из 2022. било је 73 становника.

## Демографија
У насељу Араповиће живи 49 пунолетних становника, а просечна старост становништва износи 40,0 година (36,8 код мушкараца и 43,0 код жена). У насељу има 15 домаћинстава, а просечан број чланова по домаћинству је 4,07.
Ово насеље је великим делом насељено Бошњацима (према попису из 2002. године).
|  |

| Демографија | Демографија | Демографија |
| Година      | Становника  | Становника  |
| ----------- | ----------- | ----------- |
| 1948.       | 190         |             |
| 1953.       | 212         |             |
| 1961.       | 255         |             |
| 1971.       | 164         |             |
| 1981.       | 185         |             |
| 1991.       | 160         | 151         |
| 2002.       | 61          | 82          |

| Етнички састав према попису из 2002.‍ | Етнички састав према попису из 2002.‍ | Етнички састав према попису из 2002.‍ | Етнички састав према попису из 2002.‍ | Етнички састав према попису из 2002.‍ |
| ------------------------------------ | ------------------------------------ | ------------------------------------ | ------------------------------------ | ------------------------------------ |
|                                      |                                      |                                      |                                      |                                      |
| Бошњаци                              | Бошњаци                              |                                      | 58                                   | 95,08%                               |
| непознато                            | непознато                            |                                      | 3                                    | 4,91%                                |

| Година пописа     | 1948. | 1953. | 1961. | 1971. | 1981. | 1991. | 2002. |
| ----------------- | ----- | ----- | ----- | ----- | ----- | ----- | ----- |
| Број домаћинстава | 29    | 29    | 35    | 22    | 23    | 22    | 15    |

| Број чланова      | 1 | 2 | 3 | 4 | 5 | 6 | 7 | 8 | 9 | 10 и више | Просек |
| ----------------- | - | - | - | - | - | - | - | - | - | --------- | ------ |
| Број домаћинстава | 2 | 2 | 2 | 4 | 1 | 2 | 1 | 0 | 1 | 0         | 4,07   |

| Пол    | Укупно | Неожењен/Неудата | Ожењен/Удата | Удовац/Удовица | Разведен/Разведена | Непознато |
| ------ | ------ | ---------------- | ------------ | -------------- | ------------------ | --------- |
| Мушки  | 24     | 10               | 14           | 0              | 0                  | 0         |
| Женски | 27     | 8                | 13           | 6              | 0                  | 0         |
| УКУПНО | 51     | 18               | 27           | 6              | 0                  | 0         |

| Пол    | Укупно                    | Пољопривреда, лов и шумарство | Рибарство                            | Вађење руде и камена | Прерађивачка индустрија       |
| ------ | ------------------------- | ----------------------------- | ------------------------------------ | -------------------- | ----------------------------- |
| Мушки  | 21                        | 20                            | 0                                    | 0                    | 1                             |
| Женски | 14                        | 13                            | 0                                    | 0                    | 1                             |
| УКУПНО | 35                        | 33                            | 0                                    | 0                    | 2                             |
| Пол    | Производња и снабдевање   | Грађевинарство                | Трговина                             | Хотели и ресторани   | Саобраћај, складиштење и везе |
| Мушки  | 0                         | 0                             | 0                                    | 0                    | 0                             |
| Женски | 0                         | 0                             | 0                                    | 0                    | 0                             |
| УКУПНО | 0                         | 0                             | 0                                    | 0                    | 0                             |
| Пол    | Финансијско посредовање   | Некретнине                    | Државна управа и одбрана             | Образовање           | Здравствени и социјални рад   |
| Мушки  | 0                         | 0                             | 0                                    | 0                    | 0                             |
| Женски | 0                         | 0                             | 0                                    | 0                    | 0                             |
| УКУПНО | 0                         | 0                             | 0                                    | 0                    | 0                             |
| Пол    | Остале услужне активности | Приватна домаћинства          | Екстериторијалне организације и тела | Непознато            | Непознато                     |
| Мушки  | 0                         | 0                             | 0                                    | 0                    | 0                             |
| Женски | 0                         | 0                             | 0                                    | 0                    | 0                             |
| УКУПНО | 0                         | 0                             | 0                                    | 0                    | 0                             |